# Шервуд (Мичиген)
Шервуд (енгл. Sherwood) град је у америчкој савезној држави Мичиген.

## Демографија
По попису из 2010. године број становника је 309, што је 15 (-4,6%) становника мање него 2000. године.
| Група             | 2000.       | 2010.       |
| Белци             | 312 (96,3%) | 294 (95,1%) |
| Афроамериканци    | 2 (0,6%)    | 2 (0,6%)    |
| Азијати           | 0 (0,0%)    | 0 (0,0%)    |
| Хиспаноамериканци | 2 (0,6%)    | 1 (0,3%)    |
| Укупно            | 324         | 309         |